# بادامستان (زنجان)
بادامستان (زنجان)، روستایی از توابع بخش مرکزی شهرستان زنجان در استان زنجان ایران است.
این روستا در واقع جزئی از روستاهای منطقه طارم است.

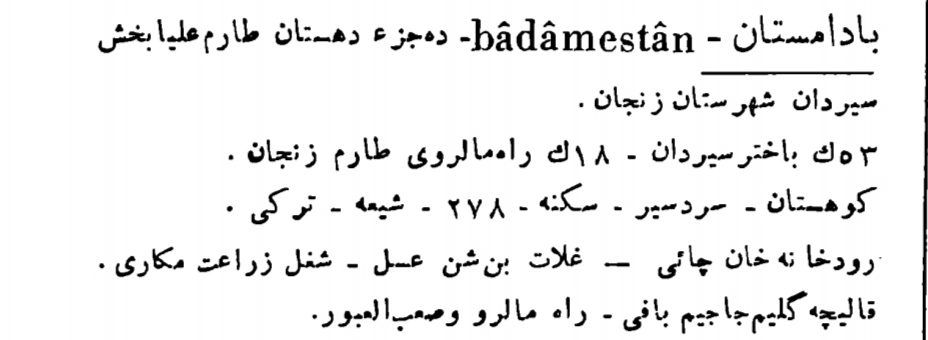
روستای بادامستان در فرهنگ جغرافیایی ایران رزم آرا

## جمعیت
این روستا در دهستان بناب قرار دارد و براساس سرشماری مرکز آمار ایران در سال ۱۳۸۵، جمعیت آن ۹۷ نفر (۲۱خانوار) بوده‌است.